# 人力・電気ハイブリッド式輸送機器

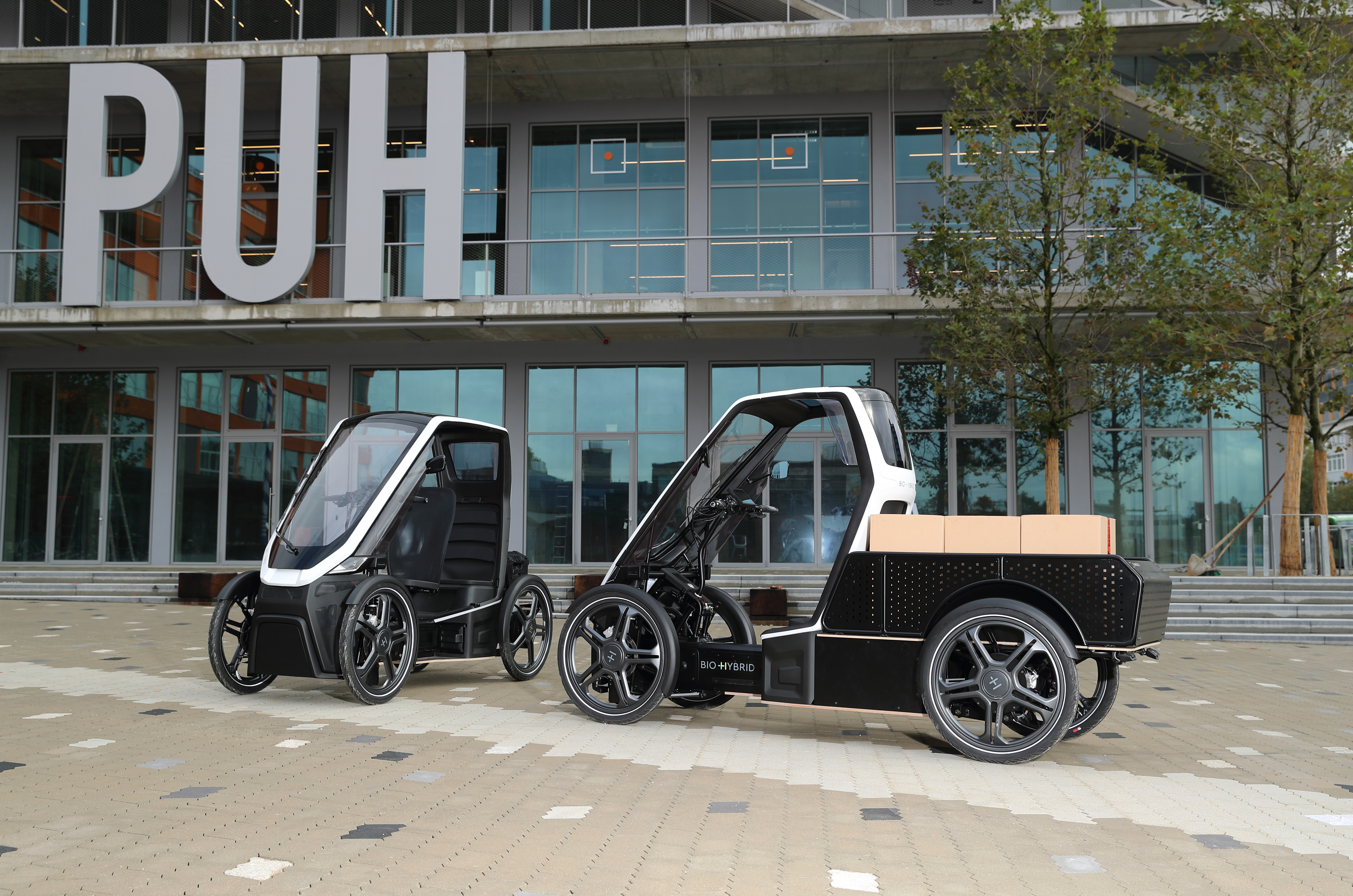
人力・電気ハイブリッド式輸送機器の例

人力・電気ハイブリッド式輸送機器（じんりき・でんきハイブリッドしきゆそうきき、英語: human–electric hybrid vehicle）は、ハイブリッド式輸送機器、より具体的にはハイブリッド式人力輸送機器であり、その駆動列（ドライブトレイン）は人間と電気モーター/発電機（そして二次電池またはウルトラ・キャパシタといった1つ以上の蓄電機器）から構成される。人力なしや充電なしで運転できるものもある。
自転車、ベロモービル、あるいはその他の人間が運転する軽量の乗り物の特徴を持つ。より速い加速や回生ブレーキが追加されており、より高い平均速度を持つ（特に丘陵地帯において）。

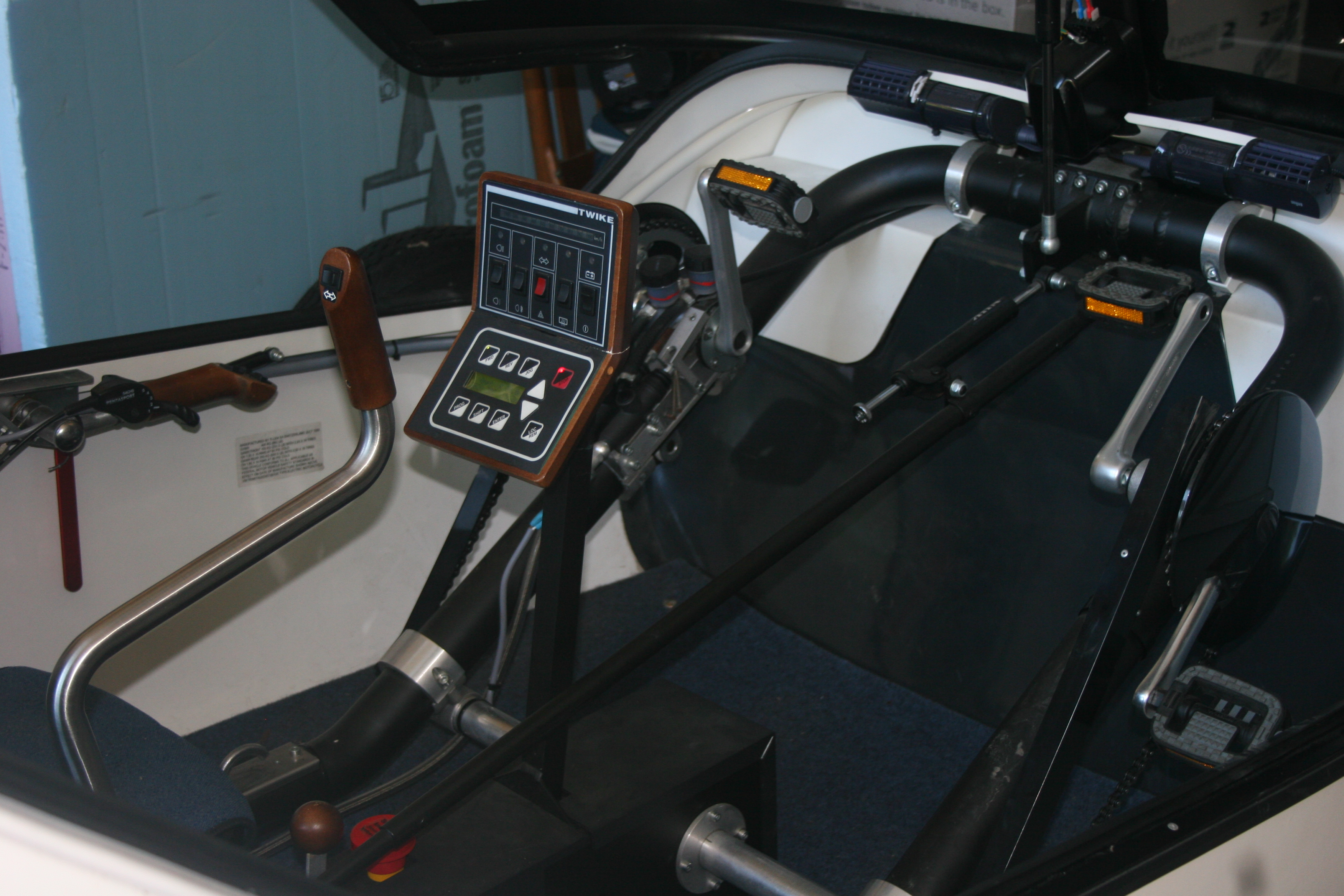
1998年式トゥワイクの車内

クラッチや3つ以上の車輪を持つものもあり、これによって車両停止中もペダルを漕いで蓄電装置に充電することが可能となる。